# Albo d'oro del campionato austriaco di calcio
Quello che segue è l'elenco dei vincitori del campionato austriaco di calcio:

## Albo d'oro
I primi tornei di calcio in Austria vennero organizzati dall'Österreichische Fußball-Union nel 1901, nel 1902 e nel 1903, e furono tutti vinti dal Wiener AC. Queste manifestazioni primigenie non sono tuttavia correlate al moderno campionato austriaco.

### Titoli ufficiali

#### 1. Klasse (Niederösterreichischer Fussballverband)
| Stagione  | Vincitore      | Secondo posto  | Terzo posto   |
| --------- | -------------- | -------------- | ------------- |
| 1911-1912 | Rapid Vienna   | Wiener SC      | Wiener AF     |
| 1912-1913 | Rapid Vienna   | Wiener AF      | Wiener SC     |
| 1913-1914 | Wiener AF      | Rapid Vienna   | Wiener AC     |
| 1914-1915 | Wiener AC      | Wiener AF      | Rapid Vienna  |
| 1915-1916 | Rapid Vienna   | Floridsdorfer  | Wiener AF     |
| 1916-1917 | Rapid Vienna   | Floridsdorfer  | Rudolfshügel  |
| 1917-1918 | Floridsdorfer  | Rapid Vienna   | Wiener AF     |
| 1918-1919 | Rapid Vienna   | Rudolfshügel   | Wiener AC     |
| 1919-1920 | Rapid Vienna   | Wiener Amateur | Wiener SC     |
| 1920-1921 | Rapid Vienna   | Wiener Amateur | Rudolfshügel  |
| 1921-1922 | Wiener SC      | Hakoah Vienna  | Rapid Vienna  |
| 1922-1923 | Rapid Vienna   | Wiener Amateur | Admira Vienna |
| 1923-1924 | Wiener Amateur | First Vienna   | Wiener SC     |

#### I. Liga (Wiener Fußball-Verband)
| Stagione  | Vincitore      | Secondo posto    | Terzo posto    | Campione amatoriale |
| --------- | -------------- | ---------------- | -------------- | ------------------- |
| 1924-1925 | Hakoah Vienna  | Wiener Amateur   | First Vienna   | non disputato       |
| 1925-1926 | Wiener Amateur | First Vienna     | Simmering      | non disputato       |
| 1926-1927 | Admira Vienna  | Brigittenauer AC | Rapid Vienna   | non disputato       |
| 1927-1928 | Admira Vienna  | Rapid Vienna     | First Vienna   | non disputato       |
| 1928-1929 | Rapid Vienna   | Admira Vienna    | Wiener AC      | Grazer AK           |
| 1929-1930 | Rapid Vienna   | Admira Vienna    | First Vienna   | Kremser SC          |
| 1930-1931 | First Vienna   | Admira Vienna    | Rapid Vienna   | LASK                |
| 1931-1932 | Admira Vienna  | First Vienna     | Rapid Vienna   | Grazer AK           |
| 1932-1933 | Rapid Vienna   | Rapid Vienna     | Admira Vienna  | Grazer AK           |
| 1933-1934 | Admira Vienna  | Rapid Vienna     | Austria Vienna | Sturm Graz          |
| 1934-1935 | Rapid Vienna   | Admira Vienna    | First Vienna   | Badener AC          |
| 1935-1936 | Admira Vienna  | First Vienna     | Rapid Vienna   | Wr. Neustädter      |

#### Nationalliga (Wiener Fußball-Verband)
| Stagione  | Vincitore     | Secondo posto  | Terzo posto    | Campione amatoriale |
| --------- | ------------- | -------------- | -------------- | ------------------- |
| 1936-1937 | Admira Vienna | Austria Vienna | First Vienna   | Post Vienna         |
| 1937-1938 | Rapid Vienna  | Wiener SC      | Austria Vienna | non disputato       |

#### Gauliga XVII (Nationalsozialistischer Reichsbund für Leibesübungen)
| Stagione  | Vincitore                                      | Secondo posto                                  | Terzo posto                                    | Risultato nel campionato tedesco               |
| --------- | ---------------------------------------------- | ---------------------------------------------- | ---------------------------------------------- | ---------------------------------------------- |
| 1938-1939 | Admira Vienna                                  | Wacker                                         | Rapid Vienna                                   | Finalista                                      |
| 1939-1940 | Rapid Vienna                                   | Wacker                                         | Wiener SC                                      | Terzo posto                                    |
| 1940-1941 | Rapid Vienna                                   | Wacker                                         | First Vienna                                   | Campione di Germania                           |
| 1941-1942 | First Vienna                                   | Wien                                           | Rapid Vienna                                   | Finalista                                      |
| 1942-1943 | First Vienna                                   | Wiener AC                                      | Floridsdorfer                                  | Semifinale                                     |
| 1943-1944 | First Vienna                                   | Floridsdorfer                                  | Wiener AC                                      | Quarti di finale                               |
| 1944-1945 | Interrotto dopo 9 partite a causa della guerra | Interrotto dopo 9 partite a causa della guerra | Interrotto dopo 9 partite a causa della guerra | Interrotto dopo 9 partite a causa della guerra |

#### 1. Klasse (Wiener Fußball-Verband)
| Stagione  | Vincitore      | Secondo posto  | Terzo posto    |
| --------- | -------------- | -------------- | -------------- |
| 1945-1946 | Rapid Vienna   | Austria Vienna | Wacker         |
| 1946-1947 | Wacker         | Rapid Vienna   | First Vienna   |
| 1947-1948 | Rapid Vienna   | Wacker         | Austria Vienna |
| 1948-1949 | Austria Vienna | Rapid Vienna   | Admira Vienna  |

#### Staatsliga (Österreichische Fußball-Staatsliga)
| Stagione  | Vincitore      | Secondo posto  | Terzo posto    |
| --------- | -------------- | -------------- | -------------- |
| 1949-1950 | Austria Vienna | Rapid Vienna   | Wacker         |
| 1950-1951 | Rapid Vienna   | Wacker         | Austria Vienna |
| 1951-1952 | Rapid Vienna   | Austria Vienna | First Vienna   |
| 1952-1953 | Austria Vienna | Wacker         | Rapid Vienna   |
| 1953-1954 | Rapid Vienna   | Austria Vienna | Wacker         |
| 1954-1955 | First Vienna   | Wiener SC      | Rapid Vienna   |
| 1955-1956 | Rapid Vienna   | Wacker         | First Vienna   |
| 1956-1957 | Rapid Vienna   | First Vienna   | Austria Vienna |
| 1957-1958 | Wiener SC      | Rapid Vienna   | First Vienna   |
| 1958-1959 | Wiener SC      | Rapid Vienna   | First Vienna   |
| 1959-1960 | Rapid Vienna   | Wiener SC      | Wiener AC      |
| 1960-1961 | Austria Vienna | First Vienna   | Wiener AC      |
| 1961-1962 | Austria Vienna | LASK           | Admira Vienna  |
| 1962-1963 | Austria Vienna | Admira Vienna  | Wiener SC      |
| 1963-1964 | Rapid Vienna   | Austria Vienna | LASK           |
| 1964-1965 | LASK           | Rapid Vienna   | Admira Vienna  |

#### Nationalliga (Österreichischer Fußball-Bund)
| Stagione  | Vincitore        | Secondo posto      | Terzo posto    |
| --------- | ---------------- | ------------------ | -------------- |
| 1965-1966 | Admira Vienna    | Rapid Vienna       | Austria Vienna |
| 1966-1967 | Rapid Vienna     | Wacker Innsbruck   | Austria Vienna |
| 1967-1968 | Rapid Vienna     | Wacker Innsbruck   | Austria Vienna |
| 1968-1969 | Austria Vienna   | Wiener SC          | Rapid Vienna   |
| 1969-1970 | Austria Vienna   | Wiener SC          | Sturm Graz     |
| 1970-1971 | Wacker Innsbruck | Austria Salisburgo | Rapid Vienna   |
| 1971-1972 | Wacker Innsbruck | Austria Vienna/WAC | VÖEST Linz     |
| 1972-1973 | Wacker Innsbruck | Rapid Vienna       | Grazer AK      |
| 1973-1974 | VÖEST Linz       | Wacker Innsbruck   | Rapid Vienna   |

#### Bundesliga
| Stagione                                        | Vincitore        | Secondo posto    | Terzo posto      |
| ----------------------------------------------- | ---------------- | ---------------- | ---------------- |
| 1974-1975                                       | Wacker Innsbruck | VÖEST Linz       | Rapid Vienna     |
| 1. Division (Österreichischer Fußball-Bund)     |                  |                  |                  |
| 1975-1976                                       | Austria Vienna   | Wacker Innsbruck | Rapid Vienna     |
| 1976-1977                                       | Wacker Innsbruck | Rapid Vienna     | Austria Vienna   |
| 1977-1978                                       | Austria Vienna   | Rapid Vienna     | Wacker Innsbruck |
| 1978-1979                                       | Austria Vienna   | Wiener SC        | Rapid Vienna     |
| 1979-1980                                       | Austria Vienna   | VÖEST Linz       | LASK             |
| 1980-1981                                       | Austria Vienna   | Sturm Graz       | Rapid Vienna     |
| 1981-1982                                       | Rapid Vienna     | Austria Vienna   | Grazer AK        |
| 1982-1983                                       | Rapid Vienna     | Austria Vienna   | Wacker Innsbruck |
| 1983-1984                                       | Austria Vienna   | Rapid Vienna     | LASK             |
| 1984-1985                                       | Austria Vienna   | Rapid Vienna     | LASK             |
| 1985-1986                                       | Austria Vienna   | Rapid Vienna     | Wacker Innsbruck |
| 1986-1987                                       | Rapid Vienna     | Austria Vienna   | Swarovski Tirol  |
| 1987-1988                                       | Rapid Vienna     | Austria Vienna   | Sturm Graz       |
| 1988-1989                                       | Swarovski Tirol  | Admira/Wacker    | Austria Vienna   |
| 1989-1990                                       | Swarovski Tirol  | Austria Vienna   | Rapid Vienna     |
| 1990-1991                                       | Austria Vienna   | Swarovski Tirol  | Sturm Graz       |
| 1991-1992                                       | Austria Vienna   | Salisburgo       | Swarovski Tirol  |
| Bundesliga (Österreichische Fußball-Bundesliga) |                  |                  |                  |
| 1992-1993                                       | Austria Vienna   | Salisburgo       | Admira/Wacker    |
| 1993-1994                                       | Salisburgo       | Austria Vienna   | Admira/Wacker    |
| 1994-1995                                       | Salisburgo       | Sturm Graz       | Rapid Vienna     |
| 1995-1996                                       | Rapid Vienna     | Sturm Graz       | Tirol Innsbruck  |
| 1996-1997                                       | Salisburgo       | Rapid Vienna     | Sturm Graz       |
| 1997-1998                                       | Sturm Graz       | Rapid Vienna     | Grazer AK        |
| 1998-1999                                       | Sturm Graz       | Rapid Vienna     | Grazer AK        |
| 1999-2000                                       | Tirol Innsbruck  | Sturm Graz       | Rapid Vienna     |
| 2000-2001                                       | Tirol Innsbruck  | Rapid Vienna     | Grazer AK        |
| 2001-2002                                       | Tirol Innsbruck  | Sturm Graz       | Grazer AK        |
| 2002-2003                                       | Austria Vienna   | Grazer AK        | Salisburgo       |
| 2003-2004                                       | Grazer AK        | Austria Vienna   | Superfund        |
| 2004-2005                                       | Rapid Vienna     | Grazer AK        | Austria Vienna   |
| 2005-2006                                       | Austria Vienna   | Salisburgo       | Superfund        |
| 2006-2007                                       | Salisburgo       | Ried             | Mattersburg      |
| 2007-2008                                       | Rapid Vienna     | Salisburgo       | Austria Vienna   |
| 2008-2009                                       | Salisburgo       | Rapid Vienna     | Austria Vienna   |
| 2009-2010                                       | Salisburgo       | Austria Vienna   | Rapid Vienna     |
| 2010-2011                                       | Sturm Graz       | Salisburgo       | Austria Vienna   |
| 2011-2012                                       | Salisburgo       | Rapid Vienna     | Admira Wacker M. |
| 2012-2013                                       | Austria Vienna   | Salisburgo       | Rapid Vienna     |
| 2013-2014                                       | Salisburgo       | Rapid Vienna     | Grödig           |
| 2014-2015                                       | Salisburgo       | Rapid Vienna     | Altach           |
| 2015-2016                                       | Salisburgo       | Rapid Vienna     | Austria Vienna   |
| 2016-2017                                       | Salisburgo       | Austria Vienna   | Sturm Graz       |
| 2017-2018                                       | Salisburgo       | Sturm Graz       | Rapid Vienna     |
| 2018-2019                                       | Salisburgo       | LASK             | Sturm Graz       |
| 2019-2020                                       | Salisburgo       | Rapid Vienna     | Wolfsberger      |
| 2020-2021                                       | Salisburgo       | Rapid Vienna     | Sturm Graz       |
| 2021-2022                                       | Salisburgo       | Sturm Graz       | Austria Vienna   |
| 2022-2023                                       | Salisburgo       | Sturm Graz       | LASK             |
| 2023-2024                                       | Sturm Graz       | Salisburgo       | LASK             |
| 2024-2025                                       | Sturm Graz       | Salisburgo       | Austria Vienna   |

## Vittorie per club
| Squadra          | Titoli |
| ---------------- | ------ |
| Rapid Vienna     | 32     |
| Austria Vienna   | 24     |
| Salisburgo       | 17     |
| Wacker Innsbruck | 10     |
| Admira Wacker M. | 9      |
| First Vienna     | 6      |
| Sturm Graz       | 5      |
| Wiener SC        | 3      |
| Grazer AK        | 1      |
| Floridsdorfer    | 1      |
| Hakoah Vienna    | 1      |
| Wiener AF        | 1      |
| VÖEST Linz       | 1      |
| Wiener AC        | 1      |
| LASK             | 1      |